# Apochrysogramma rotundum
Apochrysogramma rotundum (лат.) — вид вымерших насекомых из монотипического рода Apochrysogramma семейства Kalligrammatidae, найденных в формации Даохугоу и живших 166,1—157,3 млн лет назад. Описан по переднему крылу образца CNU-NEU-NN2009033.

## Описание
Название рода состоит из слов Apochrysa (род златоглазок) и «gramma» (с греческого рисунок). Видовое название «rotundum» отсылает на круглое глазчатое пятно. Отличается от Kallihemerobius более многочисленными и сближенными субкостальными жилками, ORB и ветвями MP; более широкое костальное пространство; меньше поперечных жилок; и по-разному устроенное глазное пятно.
Переднее крыло округлое, реберный край слегка выпуклый, длина около 45 мм в исходном виде (39 мм при восстановлении; предполагаемая полная длина > 55 мм), ширина 36 мм. Костальное пространство очень широкое, не сужено к вершине крыла. Субкостальные жилки очень сближены, маловетвистые, параллельны друг другу, между своими базальными частями соединены неравномерно расположенными поперечными жилками; очень неглубокие развилки у места ребристых чешуек (альтернативно, слияние трихозоров и изогнутых окончаний прожилков могло образовать эти неглубокие развилки). Трихозоры не обнаружены. Sc вогнутый, дистально не сросшийся с R1. R выпуклая, параллельна Sc на большом расстоянии. Подреберья узкие. Rs почти полностью включен в R, имея не более 26 ORB. ORB1 (=Rs1) четырежды раздвоен в средней части крыла; другие ORB иногда разветвляются один или два раза перед краевым ветвлением. МА сильно вогнутая, прямая на большей части длины, мало разветвленная дистально. Стебель MP вогнутый, плавно изогнутый назад с многочисленными (около 25) гребенчатыми, направленными вперед ветвями. CuA сильно выпуклая, параллельная MP; примерно с 12 гребенчатыми ветвями. CuP слегка вогнутая, гребенчатая. Анальная область не сохранилась. Поперечные жилки многочисленные, густые на большей части крыла (от субкостального до внутрикубитального промежутков), редкие между ветвями CuA, CuP в основании; полностью отсутствует на больших расстояниях между близко расположенными конечными жилками ORBS, ветвями MP, CUA, Cup («маргинальное ветвление»). Глазное пятно хорошо развито, слабо различимо, состоит из округлой центральной выпуклой структуры, диаметром примерно 3 мм, с вогнутым краем и множеством (примерно 35) более мелких светлых пятен разного размера (диаметром от 0,2 мм до 1,5 мм), образующих кольцо вокруг центрального пятна; каждое бледное пятно расположено в одной клетке, тогда как центральное пятно занимает много клеток. Окраска остальной части крыла состоит из нескольких тускло-бурых полос в МР-пространстве, темной поперечной полосы в радиальном пространстве дистальнее глазного пятна и дюжины темных пятен по внешнему краю